# Elenor Kunz
Elenor Kunz (Augusto Pestana, 20 de agosto de 1951) é um pedagogo e professor universitário brasileiro, especialista em educação física e pedagogia do esporte. 
Formou-se pela Faculdade de Educação Física de Cruz Alta e concluiu mestrado na Universidade Federal de Santa Maria. Fez doutorado e pós-doutorado no Instituto de Ciências do Esporte da Universidade de Hannover, na Alemanha.
Publicou "Educação física: ensino e mudanças" (Editora Unijuí, 3ª edição) em 1991 e "Transformação Didático-Pedagógica do Esporte" (Editora Unijuí, 6ª edição) em 1994, obras em que lança a proposta crítico-emancipatória da pedagogia do esporte. É autor de dezenas de livros e artigos sobre educação física e desenvolvimento do esporte.
Foi presidente do Colégio Brasileiro de Ciências do Esporte. É professor titular do Centro de Educação Física e Desporto da Universidade Federal de Santa Maria - RS.